# Drużbice (gemeente)
De gemeente Drużbice is een landgemeente in het Poolse woiwodschap Łódź, in powiat Bełchatowski.
De zetel van de gemeente is in Drużbice.
Op 30 juni 2004 telde de gemeente 4868 inwoners.

## Oppervlakte gegevens
In 2002 bedroeg de totale oppervlakte van gemeente Drużbice 114,52 km², waarvan:
- agrarisch gebied: 77%
- bossen: 17%

De gemeente beslaat 11,82% van de totale oppervlakte van de powiat.

## Demografie
Stand op 30 juni 2004:
| Omschrijving                   | Totaal | Totaal | Vrouwen | Vrouwen | Mannen | Mannen |
| ------------------------------ | ------ | ------ | ------- | ------- | ------ | ------ |
| eenheid                        | aantal | %      | aantal  | %       | aantal | %      |
| inwoners                       | 4868   | 100    | 2483    | 51      | 2385   | 49     |
| bevolkingsdichtheid (inw./km²) | 42,5   | 42,5   | 21,7    | 21,7    | 20,8   | 20,8   |

In 2002 bedroeg het gemiddelde inkomen per inwoner 1420,67 zł.

## Administratieve plaatsen (sołectwo)
Brzezie, Bukowie Dolne, Bukowie Górne, Chynów, Drużbice, Drużbice-Kolonia, Głupice, Gręboszów, Hucisko, Józefów, Kazimierzów, Kącik, Kobyłki, Łęczyca, Patok, Podstoła, Rasy, Rawicz, Rożniatowice, Skrajne, Stefanów, Stoki, Suchcice, Teofilów, Teresin, Wadlew, Wdowin, Wdowin-Kolonia, Wola Rożniatowska, Zabiełłów, Zwierzyniec Duży

## Overige plaatsen
Depszczyk, Gadki, Głupice-Parcela, Helenów, Janówek, Katarzynka, Łazy, Marki, Nowa Wieś, Pieńki Głupickie, Rawicz-Podlas, Wola Głupicka, Wrzosy, Zalesie, Zofiówka, Żbijowa.

## Aangrenzende gemeenten
Bełchatów, Dłutów, Grabica, Wola Krzysztoporska, Zelów